# Illerrieden
Illerrieden är en kommun (tyska Gemeinde) i Alb-Donau-Kreis i förbundslandet Baden-Württemberg i Tyskland. Kommunen består av ortsdelarna (tyska Ortsteile) Illerrieden, Dorndorf och Wangen. Folkmängden uppgår till cirka 3 400 invånare, på en yta av 18,16 kvadratkilometer.
Kommunen ingår i kommunalförbundet Dietenheim tillsammans med staden Dietenheim och kommunnen Balzheim.

## Befolkningsutveckling
| Befolkningsutvecklingen i Illerrieden 1975–2015 | Befolkningsutvecklingen i Illerrieden 1975–2015 | Befolkningsutvecklingen i Illerrieden 1975–2015 | Befolkningsutvecklingen i Illerrieden 1975–2015 | Befolkningsutvecklingen i Illerrieden 1975–2015 |
| ----------------------------------------------- | ----------------------------------------------- | ----------------------------------------------- | ----------------------------------------------- | ----------------------------------------------- |
|                                                 |                                                 |                                                 |                                                 |                                                 |
| År                                              |                                                 |                                                 | Folkmängd                                       | Areal (ha)                                      |
| 1975                                            | 1975                                            |                                                 | 2 546                                           | 1 817                                           |
| 1980                                            | 1980                                            |                                                 | 2 797                                           |                                                 |
| 1985                                            | 1985                                            |                                                 | 2 882                                           |                                                 |
| 1990                                            | 1990                                            |                                                 | 3 069                                           |                                                 |
| 1995                                            | 1995                                            |                                                 | 3 277                                           |                                                 |
| 2000                                            | 2000                                            |                                                 | 3 309                                           |                                                 |
| 2005                                            | 2005                                            |                                                 | 3 336                                           |                                                 |
| 2010                                            | 2010                                            |                                                 | 3 367                                           |                                                 |
| 2015                                            | 2015                                            |                                                 | 3 309                                           |                                                 |
|                                                 |                                                 |                                                 |                                                 |                                                 |